# Списък на владетелите на Кралството на двете Сицилии
Това е хронологичен списък на монарсите на Кралството на двете Сицилии от обединението на кралствата на Неапол и Сицилия до обединението на Италия.
След падането на Наполеон и края на Наполеоновото кралство Неапол през 1815 г. настъпва периодът, известен като Реставрация, в който много семейства, детронирани от последиците от Френската революция и Наполеоновите войни, се завръщат на трона, включително на Бурбоните на Двете Сицилии, които са останали да царуват в Сицилия, им е позволено да се върнат, за да управляват и Неаполитанското кралство. През декември 1816 г. е провъзгласено Кралство на двете Сицилии – резултат от сливането на двете предишни държави. За да установи окончателното обединение на двете кралства, крал Фердинанд IV Неаполитански (и Фердинанд III Сицилиански) избира да се нарича Фердинанд I на Кралството на двете Сицилии. Името на кралския дом също е променено, за да отрази промяната.
Въпреки че Кралството на двете Сицилии е родено едва през 19 век, след Виенския конгрес през 1814-15 г. и указите на бурбонския крал Фердинанд IV, т. нар. „Две Сицилии“ („Отвъдна Сицилия“, или по-скоро Кралство Сицилия, и „Отсамната Сицилия“, известна неофициално като Кралство Неапол и включваща цяла Южна Италия) вече е била обединена в различни периоди под един и същ суверен, като същевременно е запазила различни администрации (по подобен начин на английски суверени от рода на Стюарт, двойно крал на Англия и Шотландия).
След Похода на хилядата на Гарибалди Кралството на двете Сицилии е присъединено към новосформираното Кралство Италия с два плебисцита през 1861 г.

## Суверени

### Бурбони на Двете Сицилии
| Владетел                          | Владетел                          | Герб                                                                            | Царуване                                                                        | Брак и потомство                                                                                    | Право на унаследяване |                                                                                 |
| След Договора от Казаланца (1815) | След Договора от Казаланца (1815) | Вж. Владетели на Неаполитанското кралство , Владетели на Сицилианското кралство | Вж. Владетели на Неаполитанското кралство , Владетели на Сицилианското кралство | Вж. Владетели на Неаполитанското кралство , Владетели на Сицилианското кралство                     | Вж. Владетели на Неаполитанското кралство , Владетели на Сицилианското кралство                                             | Вж. Владетели на Неаполитанското кралство , Владетели на Сицилианското кралство |
| Фердинанд I (1751–1825)           |                                   |                                                                                 | 12 декември 1816                                                                | (1) Мария-Каролина Австрийска оцелели 2 сина и 5 дъщери (2) Лучия Милячо (морганатично) Няма        | Син на Карл VII (наследник, определен за трона на Неапол и Сицилия) до 1816 Фердинанд IV (Неапол) и Фердинанд III (Сицилия) |                                                                                 |
| Фердинанд I (1751–1825)           | 4 януари 1825                     |                                                                                 |                                                                                 | (1) Мария-Каролина Австрийска оцелели 2 сина и 5 дъщери (2) Лучия Милячо (морганатично) Няма        | Син на Карл VII (наследник, определен за трона на Неапол и Сицилия) до 1816 Фердинанд IV (Неапол) и Фердинанд III (Сицилия) |                                                                                 |
| Франциск I (1777–1830)            |                                   |                                                                                 | 4 януари1825                                                                    | (1) Мария Клементина Австрийска 1 оцеляла дъщеря (2) Мария-Исабела Бурбон-Испанска 6 сина, 6 дъщери | син на предходния (кръвно родство)                                                                                          |                                                                                 |
| Франциск I (1777–1830)            | 8 ноември 1830                    |                                                                                 |                                                                                 | (1) Мария Клементина Австрийска 1 оцеляла дъщеря (2) Мария-Исабела Бурбон-Испанска 6 сина, 6 дъщери | син на предходния (кръвно родство)                                                                                          |                                                                                 |
| Фердинанд II (1810–1859)          |                                   |                                                                                 | 8 ноември 1830                                                                  | (1) Мария Кристина Савойска 1 син (2) Мария-Тереза Австрийска оцелели 5 сина и 4 дъщери             | син на предходния (мъжка примогенитура)                                                                                     |                                                                                 |
| Фердинанд II (1810–1859)          | 22 май 1859                       |                                                                                 |                                                                                 | (1) Мария Кристина Савойска 1 син (2) Мария-Тереза Австрийска оцелели 5 сина и 4 дъщери             | син на предходния (мъжка примогенитура)                                                                                     |                                                                                 |
| Франциск II (1836–1894)           |                                   |                                                                                 | 22 май 1859                                                                     | Мария-София Баварска 1 дъщеря                                                                       | син на предходния (мъжка примогенитура)                                                                                     |                                                                                 |
| Франциск II (1836–1894)           | 13 февруари 1861                  |                                                                                 |                                                                                 | Мария-София Баварска 1 дъщеря                                                                       | син на предходния (мъжка примогенитура)                                                                                     |                                                                                 |